# 3-氨基呋咱-4-甲酸
3-氨基呋咱-4-甲酸是一种有机化合物，化学式为C3H3N3O3。它可由氰乙酸甲酯为原料反应制得：
它和乙醇在对甲苯磺酸催化下反应，可以得到3-氨基呋咱-4-甲酸乙酯。它和1,3-二氨基胍盐酸盐在溶有五氧化二磷的磷酸中反应，可以得到3-氨基-4-(4,5-二氨基-1,2,4-三唑-3-基)呋咱。